# Mark A.Z. Dippé
Mark Earnest Dippé, mer känd under namnet Mark A.Z. Dippé, född 9 november 1956 i Tokyo (uppvuxen i Anchorage i Alaska), är en japanskfödd amerikansk filmregissör och handledande konstnär inom visuella effekter. Han gjorde regidebut med superhjältefilmen Spawn, som släpptes under sommaren 1997.

## Filmografi (i urval)
- 1997 – Spawn
- 2004 – Pixel Perfect
- 2004 – Frankenfish
- 2004 – Halloweentown 3
- 2007 – Gustaf livs levande
- 2012 – Haja läget! 2
- 2022 – Marmaduke